# Conopariella ustulata
Conopariella ustulata är en tvåvingeart som beskrevs av Ian David Whittington 2003. Conopariella ustulata ingår i släktet Conopariella och familjen bredmunsflugor.
Artens utbredningsområde är Kamerun. Inga underarter finns listade i Catalogue of Life.